# Centropus goliath
Centropus goliath là một loài chim trong họ Cuculidae.